# Carlos Roberto Borja
Carlos Roberto Borja Baltazar (Orange, 18 januari 1988) is een Amerikaans voetballer.

## Clubcarrière
Borja tekende eind juli 2006 een contract bij Chivas USA. In 2008 vertrok hij voor een jaartje naar Tapatío in de Liga de Ascenso, het tweede niveau van Mexico. Hij keerde in 2010 terug bij Chivas USA waar hij op 24 april zijn debuut maakte tegen San Jose Earthquakes. In 2011 tekende bij Los Angeles Blues. Hij bleef daar twee jaar en keerde vervolgens terug bij Chivas USA. 